# Ambohimalaza Miray

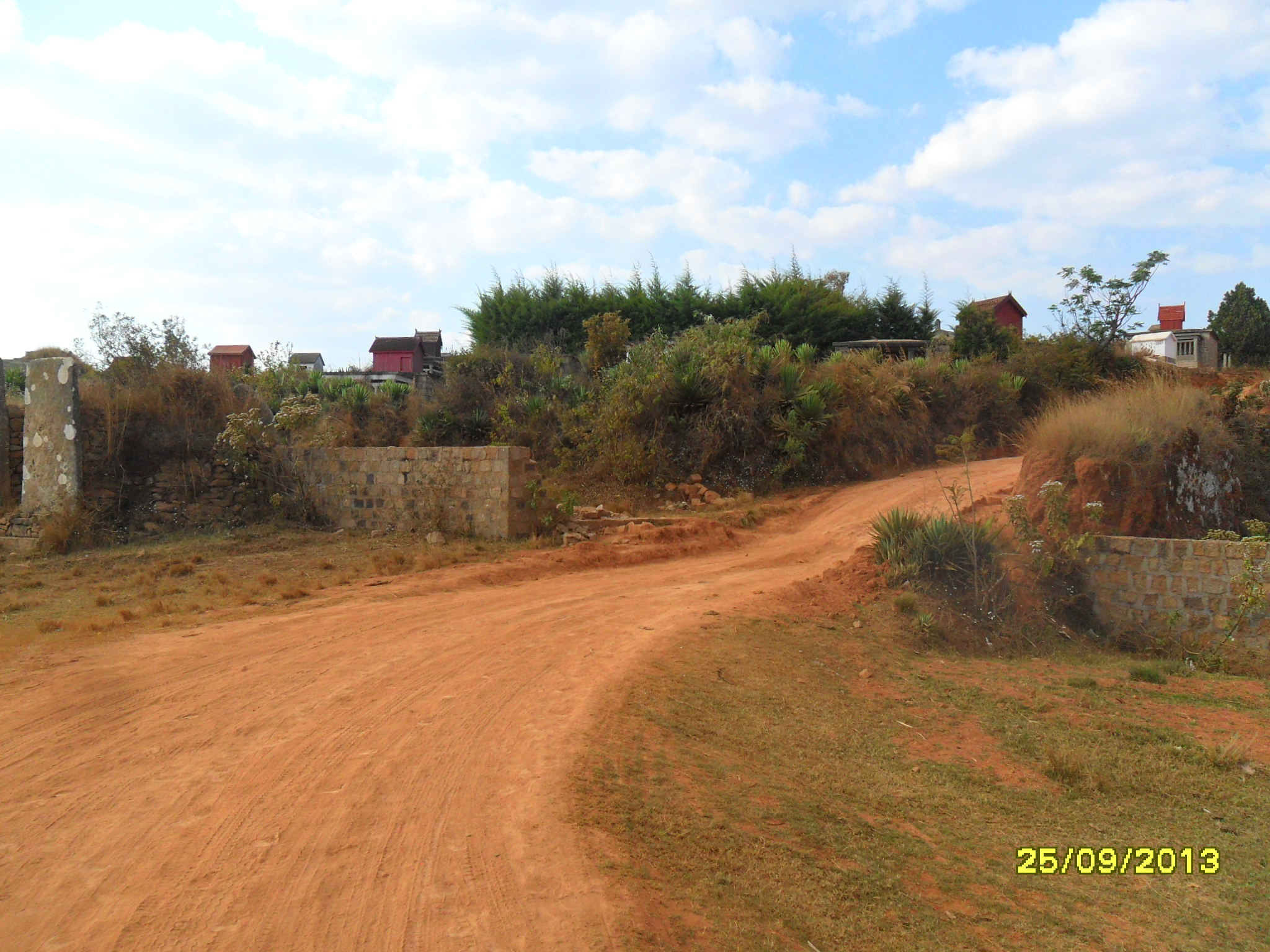
Portal Sul da aldeia de Ambohimalaza

Ambohimalaza Miray é uma comuna de Madagascar, pertencente ao distrito de Antananarivo-Avaradrano, na região de Analamanga. Sua população, segundo o censo de 2001, era de 8 790 habitantes.